# Лефевр, Жозеф-Шарль
Жозеф-Шарль Лефевр (фр. Joseph-Charles Lefèbvre; 15 апреля 1892, Туркуэн, Франция — 2 апреля 1973, Бурж, Франция) — французский кардинал. 
Изучал юриспруденцию в Католическом университете Лилля, но не закончил обучение. 
Во время Первой мировой войны был ранене и вязят в плен. 
После войны учился в Папском Григорианском университете, рукоположен в сан в 1921 году в Риме.
Епископ Труа с 27 июля 1938 по 17 июня 1943 года. 
Архиепископ Буржа с 17 июня 1943 по 10 октября 1969 года. 
Кардинал-священник с 28 марта 1960 года, с титулом церкви Сан-Джованни-Баттиста-деи-Фиорентини с 31 марта 1960 года.
С 1962 по 1965 год участвовал во Втором Ватиканском соборе, на последней сессии активно выступал в пользу принятия декларации о религиозной свободе, Dignitatis Humanae.